# Historisches Museum Plowdiw

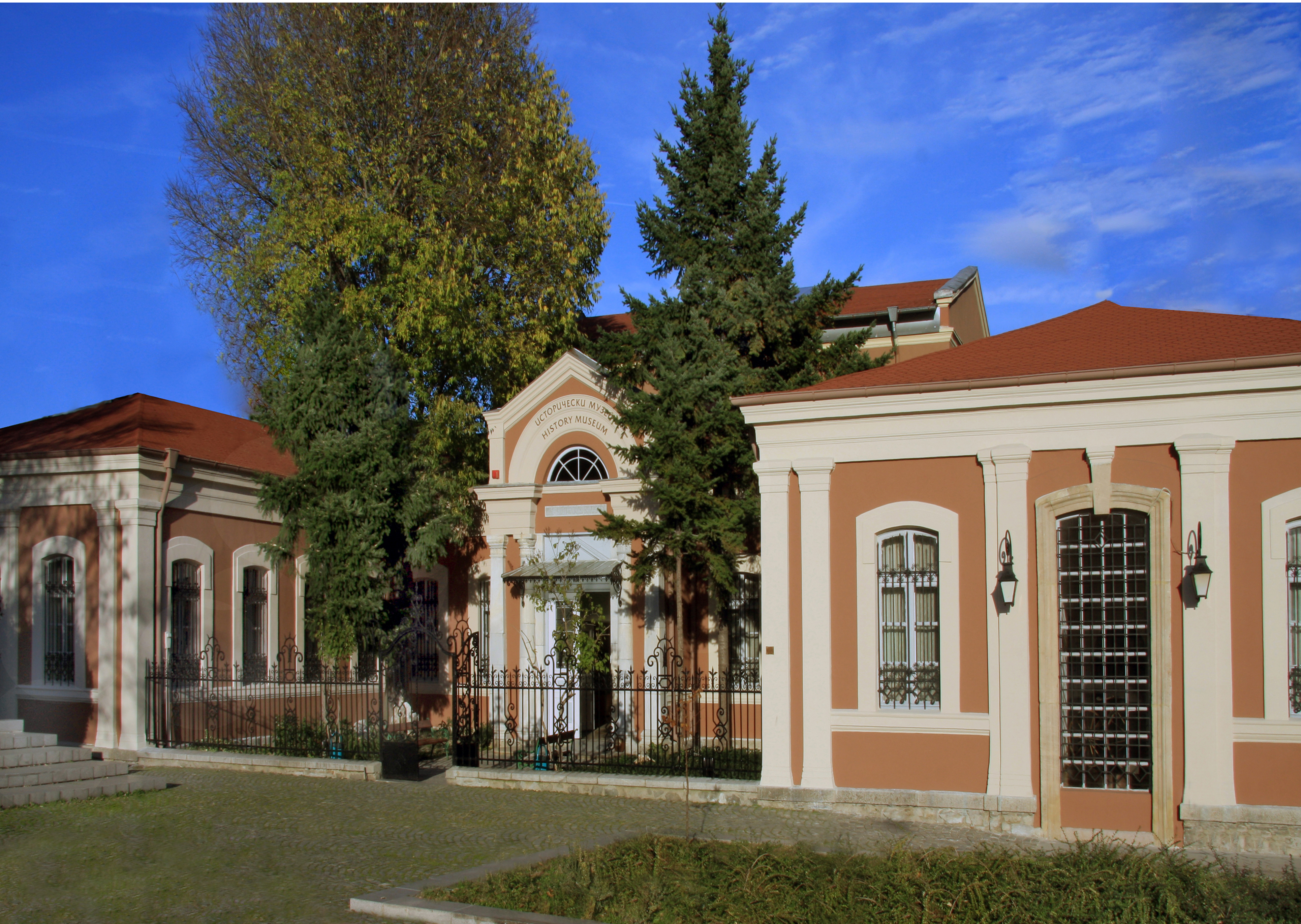

Das Historische Museum in Plowdiw wurde 1951 als ein wissenschaftliches und kulturelles Institut gegründet, das die historischen Dokumente über die Geschichte der Stadt Plowdiw für die Zeit vom 15. bis 20. Jahrhundert sammelt und erforscht. Es besteht aus mehreren Abteilungen:
- Die Ausstellung „Bulgarische Wiedergeburt“ befindet sich in der Zanko-Lawrenow-Straße 1 in der Altstadt von Plowdiw. Das Haus von Dimitar Georgiadi wurde 1848 gebaut und ist eins der besten Beispiele für das Plowdiwer symmetrische Haus. Die Exponate stammen aus dem 16.–18. Jahrhundert, als Plowdiw eine der schönsten Städte im Osmanischen Reich war. Außerdem sind Waffen und andere historische Dokumente über den Befreiungskampf der Bulgaren ausgestellt.

- Die Ausstellung „Wiedervereinigung des Fürstentums Bulgarien mit Ostrumelien“ (Platz Saedinenie 1) dokumentiert den Kampf zur Wiedervereinigung nach dem Berliner Vertrag 1878, der Bulgarien in zwei Teile teilte. Dieser Kampf krönte sich mit Erfolg am 6. September 1885, als in Plowdiw die Wiedervereinigung erklärt wurde. Das Haus, welches die Ausstellung beherbergt, wurde als Parlament von Ostrumelien gebaut.

- Im Haus von Christo G. Danow (Mitropolit-Paisii-Straße 2) in der Altstadt befindet sich die Ausstellung „Buchdruck in Bulgarien“. Das Haus wurde Mitte des 19. Jahrhunderts gebaut. Hier wohnte seit 1866 bis zu seinem Tod im Jahre 1911 der Gründer des modernen Buchdrucks in Bulgarien – Christo Gruew Danow. Das Büro und die Bücherei des Verlegers geben neben zahlreichen Originalausgaben von ihm ein Bild der Stadt als Zentrum des Buchdrucks in Bulgarien Ende des 19. und Anfang des 20. Jahrhunderts.